# Ernst Topitsch
Ernst Topitsch (* 20. März 1919 in Wien; † 26. Jänner 2003 in Graz) war ein österreichischer Philosoph und Soziologe und wirkte als ordentlicher Professor sowohl für Soziologie als auch für Philosophie.

## Leben
Ernst Topitsch, Sohn von Johanna Topitsch, geborene Huppmann, und ihrem Ehemann Franz Topitsch, studierte ab 1937 an der Universität Wien Klassische Philologie, Philosophie, Geschichte und Soziologie, unter anderen bei dem katholischen Philosophen Alois Dempf, bei dem Altphilosophen Heinrich Gomperz (1873–1942) sowie bei dem Philosophen und Wissenschaftstheoretiker Victor Kraft, dem letzten in Wien lehrenden Angehörigen des Wiener Kreises. Nach dem Zweiten Weltkrieg, an dem Topitsch von 1939 bis 1945 als Soldat teilgenommen hatte, bevor er in Kriegsgefangenschaft geriet, wurde er 1946 bei Alois Dempf über Mensch und Geschichte bei Thukydides zum Dr. phil. promoviert. Er inspirierte Ingeborg Bachmann zu ihrem ersten Dissertationsthema Der Heilige bei Conrad Ferdinand Meyer, Nietzsche und Jacob Burkhardt. 1951 habilitierte er sich und nahm eine Lehrtätigkeit an der Universität Wien auf. Von 1953 bis 1954 war er Forschungsstipendiat an der Harvard-Universität. Aus den USA zurückgekehrt, wurde er 1956 in Wien zum außerordentlichen Professor berufen. In dieser Zeit unterhielt er intensive Kontakte unter anderem zu dem polnischen Wissenschaftler Stanislaw Ossowski (1897–1963), Soziologe und Professor in Lodz und Warschau, sowie zu dem Philosophen und Historiker Leszek Kolakowski (1927–2009). Von 1962 bis 1969 lehrte er als ordentlicher Professor für Soziologie an der Universität Heidelberg am Lehrstuhl für Soziologie, danach von 1969 bis zu seinem Tod als ordentlicher Professor für Philosophie am Philosophischen Institut der Universität Graz. Er leistete bedeutende wissenschaftliche Beiträge zur Weltanschauungs-Analyse, Ideologiekritik und Sozialphilosophie.
Ernst Topitsch war ab 1976 mit Gertrude Topitsch, geborene Nowotny-Glanwehr, verheiratet. Er starb am 26. Jänner 2003 in Graz.

## Werk
In seinen frühen Schriften findet sich das Grundanliegen seiner wissenschaftlichen Arbeit: die ideologiekritische Weltanschauungsanalyse auf der Basis einer wissenschaftlichen Weltauffassung (Wiener Kreis). Topitsch knüpft an die Religions- und Ideologiekritik von Heinrich Gomperz und Hans Kelsen an. Insbesondere Kelsens Methode des Nachweises von logischen Widersprüchen, Leerformeln und Projektionen (Beispiel: Naturrechtskritik) wurde für ihn zum wissenschaftlichen Vorbild.

### Wissenschaftliche Grundpositionen
Topitsch wird, wie Karl Popper und Hans Albert, fälschlich dem Neopositivismus zugeschlagen. Er wandte seine Desillusionierung und Ideologiekritik auch gegen die so genannten Positivismus-Kritiker der Frankfurter Schule, gegen die „Neue Linke“ und gegen Vertreter der Phänomenologie wie Martin Heidegger und Hans-Georg Gadamer an. Topitsch hat immer anerkannt und sich dem tief verbunden gefühlt, was dem „Wiener Kreis“ zu verdanken ist. So gab er 1960 die Festschrift für Victor Kraft heraus und sprach 1975 den Nachruf auf ihn in Ö1. Bekannt wurde Topitsch vor allem durch detaillierte erkenntnistheoretische Analysen einer Vielzahl religiöser, politischer und philosophischer Lehren der Vergangenheit und Gegenwart. Insbesondere die Erforschung der stammesgeschichtlichen Grundlagen der menschlichen Weltauffassungen sowie deren emotionale Grundlagen zeichnen seine Ontologie sowie Epistemologie aus. Er präzisiert ihre zentralen Leerformeln, zeigt, wie diese durch zeitbedingte Projektionen ausgefüllt wurden oder werden, und teilt die diversen Projektionsmodelle in anthropomorph, biomorph, soziomorph und technomorph ein. Die Methode der Dialektik (Georg Wilhelm Friedrich Hegel, Marxismus) knüpft nach Topitsch methodisch nicht direkt am klassischen Verfahren zentraler Leerformeln an. Sie erhebe anstelle zunächst schlicht leerer (nichtssagender) Aussagen zwei nicht leere, aber einander widersprechende Aussagen (These und Antithese) zum Ausgangspunkt und mache deren Synthese zum methodischen Grundprinzip. Mit der „Synthese“ werde der logische Widerspruch allerdings selbst zur Methode. Logisch Widersprüchliches sei inhaltsleer und die Dialektik damit ebenfalls in die Kategorie der Leerformeln einzuordnen.
Durch Leerformeln und intentionale Projektionen vermeintlich gewonnene Erkenntnisse und Argumente sind laut Topitsch nicht vom Willen zur Wahrheit, sondern von Wünschen geleitet (intentional, final). Werde „der wahre Charakter und damit die sachliche Unhaltbarkeit der intentionalen Denkformen bewusst gemacht, so werden sie psychologisch unwirksam und damit auch politisch-pragmatisch unbrauchbar.“

### Ideologiekritik
Topitschs ideologiekritische Arbeiten beschränken sich nicht auf die logische und erkenntnistheoretische Analyse im Sinne des Wiener Postpositivismus. Historische Überblicke, die in seinem Werk Vom Ursprung und Ende der Metaphysik (1958) vom Altertum bis in die Neuzeit reichen (Hegel, Marxismus, Nazismus, Sozialismus, Stalinismus), befassen sich mit den praktisch-politischen und sozialen Folgen verschiedener Ideologien, Weltanschauungen oder Religionen in Vergangenheit und Gegenwart (Folgenanalyse, kritische Kultursoziologie). Die im Logischen Empirismus implizite Metaphysik-Kritik wird konkret durchgeführt (vgl. besonders seine Kritik an Immanuel Kant, Hegel, Karl Marx, Carl Schmitt, Jürgen Habermas und der Frankfurter Schule).
Ernst Topitsch komprimiert in seinem Buch Erkenntnis und Illusion seine spezielle Art der Weltanschauungsanalyse. Er zeigt, dass im Lauf der menschlichen Geistesgeschichte seit den Primitivkulturen Weltanschauungen immer die Funktion hatten, den Menschen eine Orientierung, etwa im Wahren und Guten, zu geben, ihnen zu sagen, wie die Welt ist, was sie zu erwarten haben und was daran gut oder schlecht ist. Damit stiftet Weltanschauung einen Sinnzusammenhang: sie gibt Lebenssinn. Topitsch nennt Weltanschauungen daher „plurifunktionale Führungssysteme“. Ihre Formen und strukturellen Ausprägungen haben auch erhebliche praktische Bedeutung. Schon in den archaischen Hochkulturen des Nahen und Fernen Ostens spielten sie im Aufbau imperialer Herrschaftsideologien eine hervorragende Rolle. Versagungen rufen im Menschen ein Bedürfnis nach illusionären Kompensationen hervor, doch gibt es keine Sozialordnung, die nicht ein mitunter erhebliches Maß an Triebverzicht fordert. Weltanschauungen nehmen dem Menschen diesbezüglich die Furcht vor dem Unbekannten und Gewalttätigen in Natur und Gesellschaft und stabilisieren die Seele (bzw. Psyche) des Menschen wie auch die Gesellschaft und ihre sozial-regulativen Normensysteme. Nach Topitsch gibt es zwei Basismechanismen der Bildung von Weltanschauungen:
1) Projektion: Die Menschen deuten die Natur nach dem Muster ihrer eigenen innerpsychischen und sozialen Erlebnisse.  Sie beseelen die Natur: man spricht daher auch vom Spiritualismus oder vom animistischen Weltbild. Dominierend hierbei ist die von Topitsch sogenannte „soziomorphe Projektion“: Natur wird gedeutet als Verein von Naturgottheiten, die eine gesellschaftliche Hierarchie eingehen.
2) Kompensation: Weltanschauungen sollen zur Kompensation des irdischen Leides eine Erlösungsidee geben, eine Hoffnung auf ein glückliches jenseitiges Dasein. Damit einher gehen ritualistische Praktiken, die diesem ewigen Glück bereits im Irdischen nahezukommen versuchen. Schamanistischen Ritualen des Tanzes, des Rausches, der Massenhysterie  liegt dieses Streben nach einer spirituellen Begegnung mit Gott oder dem Jenseitigen zugrunde. Topitsch spricht in diesem Zusammenhang von der ekstatisch-kathartischen Funktion von Weltanschauungen.
Diese beiden Funktionen sind zugleich auch die sozialphilosophische Erklärung für die Entstehung und den Fortbestand von Religionen und ihre enorme Wirkung auf die Gesellschaften.
Der in der Öffentlichkeit als Politisierung wahrgenommene Umbruch des Hochschulbereichs in der zweiten Hälfte der 1960er Jahre, insbesondere seines Faches, veranlasste Topitsch, auch auf politischer Ebene als vehementer Gegner des Marxismus hervorzutreten. Zuvor hatte er im so genannten Positivismusstreit auf der Seite von Karl Popper und Hans Albert gegen den Neomarxismus der Frankfurter Schule für eine „Neutralität“ der Wissenschaft und insbesondere der Soziologie gestritten. Er sah sich selbst als „Liberalen“. Seit den 1970er Jahren geriet er nicht nur in Gegensatz zur Neuen Linken und ihren späteren Metamorphosen; er beklagte auch eine Wandlung des ideologischen Diskurses hin zur Hegemonie von political correctness als schleichende Korrumpierung des liberalen Klimas, als eine neue, sanfte Form des Totalitarismus.

### Einordnung und Verhältnis zum Kritischen Rationalismus
Topitsch gilt als wichtiger Erkenntnistheoretiker und Ideologiekritiker des 20. Jahrhunderts. Politisch zählte er selbst sich zum Liberalismus, auch wenn er sich seit den 1960ern zunehmend der konservativen Rechten zuwandte.
Topitsch wird zum Kritischen Rationalismus gerechnet, zumal ihn vieles mit dem bekanntesten deutschen Kritischen Rationalisten Hans Albert (mit dem er seit den 1950er Jahren auch persönlich befreundet war) verbindet. Jedoch decken sich die erkenntnistheoretischen und politischen Positionen nicht. „Konsequenter Fallibilismus“ im Sinne Karl Poppers war nicht Topitschs Anliegen. Er stand Popper wissenschaftlich und teilweise auch politisch sehr kritisch gegenüber.

### Präventivkriegsthese
In seinem Spätwerk Stalins Krieg (1985, in späteren Auflagen auch mit dem Untertitel „Die sowjetische Langzeitstrategie gegen den Westen als rationale Machtpolitik“) behauptete Topitsch, Hitlers Krieg sei in Wahrheit Stalins Krieg, nämlich ein Präventivkrieg gegen „Moskaus Griff nach der Weltherrschaft“ gewesen. Stalin habe seit den 1920er Jahren gezielt auf die Eroberung Westeuropas hingearbeitet. Seine Eroberungen im Gefolge des Hitler-Stalin-Pakts hätten der Vorbereitung eines Großangriffs auf Deutschland gedient. Bei diesem Krieg (Zweiter Weltkrieg) habe es sich um ein Zusammenprallen von zwei totalitären System gehandelt, wobei der Aggressor Hitler dem anderen (Stalin) nur mit knapper Zeitdifferenz zuvorgekommen sei. Er habe Hitler absichtlich zu dem Überfall auf die Sowjetunion am 22. Juni 1941 verleitet. Hitlers propagandistische Rechtfertigung dieses Überfalls sei „mehr oder minder zutreffend“ gewesen. Stalin habe die deutschen Truppen gezielt nur bis kurz vor Moskau vordringen lassen, um später als Angegriffener in der moralisch besseren Position da zu stehen.
Diese Behauptungen gelten als besonders weitgehende Variante der Präventivkriegsthese. Das Buch Topitschs war ein Hauptanlass dafür, dass diese These in den 1990er Jahren erneut diskutiert und wissenschaftlich vollständig widerlegt wurde.
Topitsch beklagte daraufhin, Historiker hätten seine Thesen mit einem „Anathema“ belegt und übten „Diskussionsverweigerung“. Er bekräftigte seine Thesen in rechtsgerichteten Zeitschriften wie Junge Freiheit und Die Aula sowie 1998 in einer Festschrift für den Geschichtsrevisionisten und Holocaustleugner David Irving im rechtsextremen Arndt-Verlag Dietmar Muniers. Von Historikern erhielt er dafür Kritik und Ablehnung.

## Schriften (Auswahl)
- Vom Ursprung und Ende der Metaphysik. Springer, 1958; 2. Auflage dtv München 1972, ISBN 3-423-04105-6.
- als Hrsg.: Probleme der Wissenschaftstheorie. Festschrift für Victor Kraft. Springer, Wien 1960.
- als Hrsg.: Hans Kelsen: Aufsätze zur Ideologiekritik. Neuwied 1964.
- als Hrsg.: Logik der Sozialwissenschaften. Kiepenheuer & Witsch, Köln 1965; 13. Auflage: Frankfurt am Main 1993, ISBN 3-445-07017-2.
- Die Sozialphilosophie Hegels als Heilslehre und Herrschaftsideologie. Neuwied 1967; 2., erweiterte Auflage München 1981.
- Die Freiheit der Wissenschaft und der politische Auftrag der Universitäten. 1969.
- Sozialphilosophie zwischen Ideologie und Wissenschaft. 1971.
- Gottwerdung und Revolution. Verlag Dokumentation, Pullach 1973, ISBN 3-7940-2619-5.
- Die Voraussetzungen der Transzendentalphilosophie. Kant in weltanschauungskritischer Beleuchtung. 1975; 2., überarbeitete und erweiterte Auflage. Mohr, Tübingen 1992, ISBN 3-16-145938-5, ISBN 3-16-145939-3.
- als Hrsg. mit Werner Krawietz und Peter Koller: Ideologiekritik und Demokratietheorie bei Hans Kelsen. Berlin 1982.
- Stalins Krieg. Moskaus Griff nach der Weltherrschaft. Herford 1985; 3. Auflage 1998 (Ergänzungsheft Herford 2001).
- Erkenntnis und Illusion. Grundstrukturen unserer Weltauffassung. 1979; 2., überarbeitete und erweiterte Auflage. Mohr, Tübingen 1988, ISBN 3-16-245364-X, ISBN 3-16-245337-2.
- Heil und Zeit. Ein Kapitel zur Weltanschauungsanalyse. Mohr: Tübingen 1990, ISBN 3-16-145675-0, ISBN 3-16-145664-5
- Sammlung zur Weltanschauungsanalyse. 1996.
- Wider ein Reich der Lüge. In: Reinhard Uhle-Wettler (Hrsg.): Wagnis Wahrheit. Festschrift für David Irving. Arndt-Verlag, Kiel 1998, ISBN 3-88741-199-4, S. 85–95.
- Im Irrgarten der Zeitgeschichte. Ausgewählte Aufsätze, Duncker & Humblot: Berlin 2003 ISBN 3-428-11017-X
- Überprüfbarkeit und Beliebigkeit, die beiden letzten Abhandlungen des Autors. Mit wissenschaftlicher Würdigung und Nachruf herausgegeben von Karl Acham. Wien 2005, ISBN 3-205-77278-4.

### Nachrufe
- Nachruf von Kurt Salamun
- Nachruf von Hans Albert (PDF; 30 kB)
- Karl Acham: In memoriam Ernst Topitsch. In: Kölner Zeitschrift für Sozialpsychologie, 55 (2003), 409–412
- Kurt Marko: Ernst Topitsch ist tot - Ein Nachruf auf den Philosophen, Soziologen und Kriegshistoriker. In: Wiener Zeitung
- NZZ: Philosoph Ernst Topitsch gestorben

### Kataloge
- Literatur von und über Ernst Topitsch im Katalog der Deutschen Nationalbibliothek

### Weiteres
- Gesellschaft für kritische Philosophie Nürnberg (Mitbegründer und langjähriger Ehrenvorsitzender Ernst Topitsch)
- Ernst Topitsch Philosophie zwischen Mythos und Wissenschaft (PDF; 587 kB)
- Ernst Topitsch, Naturrecht im Wandel des Jahrhunderts (PDF-Datei; 3,37 MB)
- Gedichte von Ernst Topitsch aus dem Gästebuch von Hans Albert (PDF) auf der Webseite der Gesellschaft für kritische Philosophie Nürnberg (16 kB)
- Ernst-Topitsch Preis der Kellmann-Stiftung
- David Humes Religionsphilosophie HUME (PDF-Datei; 3,37 MB) (Memento vom 4. März 2016 im Internet Archive)
- Ernst Topitsch, Sprachkritik und Ideologiekritik (PDF-Datei; 3,37 MB)
- Ernst Topitsch, Sprache als Waffe (PDF; 26 kB)
- Ernst Topitsch im O-Ton im Online-Archiv der Österreichischen Mediathek